# Vononoides unimaculatus
Vononoides unimaculatus is een hooiwagen uit de familie Cosmetidae.